# FK Mladost Velika Obarska
El FK Mladost Velika Obarska (en serbio: ФК Младост Велика Обарска) es un club de fútbol de la ciudad de Velika Obarska en la República Srpska, Bosnia-Herzegovina. Compite en la Premijer Liga, máxima división de fútbol en Bosnia-Herzegovina.

## Historia
Fue fundado en 1948. En sus inicios compitió en la mayoría de las ligas inferiores de Yugoslavia. Desde la desintegración de esta, el Mladost Velika Obarska participó en las ligas de la República Srpska.
En la temporada 2012/13 logró el ascenso a la Premijer Liga, después de ganar el título de la Primera Liga de la República Srpska siete puntos por delante del FK Sloboda Mrkonjić Grad y del FK Kozara Gradiška.

## Estadio
El Mladost Velika Obarska juega como local en el Gradski Stadion en Velika Obarska, que cuenta con una capacidad de 1 000 espectadores.

## Palmarés
- Primera Liga de la República Srpska: 1
  - 2012/13